# Kim Pyong-il
Đây là một tên người Triều Tiên, họ là Kim.
Kim Pyong-il (phát âm tiếng Hàn Quốc: [kim.pʰjɔŋ.il]; chữ Hán: 金平一 Hán-Việt: Kim Bình Nhất; sinh ngày 10 tháng 8 năm 1954) là em cùng cha khác mẹ của cựu lãnh đạo Bắc Triều Tiên, Kim Jong-il, và là con trai duy nhất còn sống của cựu lãnh đạo và tổng thống Bắc Triều Tiên Kim Nhật Thành. Lựa chọn phục vụ đất nước của mình với công việc nhà ngoại giao nước ngoài, Kim Pyong-il sống ở nước ngoài từ năm 1979 đến 2019, và phục vụ ở nhiều vị trí ngoại giao khác nhau như đại sứ của Bắc Triều Tiên tại Hungary, Bulgaria, Phần Lan, Ba Lan, và Cộng hòa Séc.

## Lý lịch
Kim là con trai của Kim Nhật Thành và Kim Song-ae, thư ký cũ của Kim Nhật Thành. Kim có một em trai, Yong-il, và một chị gái cùng cha khác mẹ, Kyong-hui, người tiếp tục kết hôn với quan chức cấp cao v Ông được đặt theo tên của một người con trai khác có cùng tên, người được sinh ra ở Vyatskoye năm 1944; người con trai đó, còn được gọi là Shura Kim, bị cáo buộc chết đuối ở Bình Nhưỡng vào năm 1947. Ông tốt nghiệp Đại học Kim Nhật Thành chuyên ngành kinh tế, và sau đó theo học trường Đại học Chiến tranh Quốc gia Kim Nhật Thành, sau đó ông được bổ nhiệm làm chỉ huy tiểu đoàn.
Cuộc cạnh tranh của Kim Pyong-il với người anh em cùng cha khác mẹ Kim Jong-il có từ những năm 1970. Vào thời đó, Kim Pyong-il được biết là người khá khoa trương và rất hào phóng, nhiều người tâng bốc ông ấy bằng cách tung hô 'Kim Pyong-il muôn năm!". Khi biết tin, ông Kim Nhật Thành rất tức giận, Kim Pyong-il bị "thất sủng" trong khi vị thế của Kim Jong-il được củng cố. Kim Pyong-il sau đó được cử ra nước ngoài công tác trong lĩnh vực ngoại giao.